# Molybdändisilicid
Molybdändisilicid ist eine intermetallische chemische Verbindung des Molybdäns aus der Gruppe der Silicide. Neben diesem sind mit Mo3Si und Mo5Si3 noch weitere Molybdänsilicide bekannt.

## Gewinnung und Darstellung
Molybdändisilicid kann durch Reaktion von Molybdän mit Silicium bei Temperaturen größer als 1400 °C gewonnen werden.
{\displaystyle \mathrm {Mo+2\ Si\longrightarrow MoSi_{2}} }
Entsprechende Schichten können durch Reaktion von Molybdän mit Siliciumtetrachlorid und Wasserstoff gewonnen werden.
{\displaystyle \mathrm {Mo+2\ SiCl_{4}+4\ H_{2}\longrightarrow MoSi_{2}+8\ HCl} }

## Eigenschaften
Molybdändisilicid liegt als graues Pulver vor. Die Verbindung besitzt eine tetragonale Kristallstruktur mit der Raumgruppe I4/mmm (Raumgruppen-Nr. 139). Über 1900 °C geht diese in eine hexagonale Struktur über. In Luft oder reinem Sauerstoff oxidiert sie bei Temperaturen über 400 °C, was durch entsprechende Legierung verzögert werden kann.
{\displaystyle \mathrm {2\ MoSi_{2}+7\ O_{2}\longrightarrow 2\ MoO_{3}+4\ SiO_{2}} }
Molybdändisilicid ist beständig gegen Säuren, verdünnte Laugen, Salzlösungen sowie verschiedene Salzschmelzen. Außerdem hebt es sich von anderen Metallen und Legierungen durch Korrosionsbeständigkeit gegen reduzierende wie oxydierende Gase bei Temperaturen von 1350 bis 700 °C ab.

## Verwendung
Molybdändisilicid wird als elektrisch leitfähiger Keramikwerkstoff zum Beispiel in Hochtemperaturheizleitern verwendet. Im Verbund mit anderen nichtoxidischen Keramiken wird es zum Beispiel in Glühkerzen für die Automobilindustrie eingesetzt.
In der Halbleitertechnik wird Molybdändisilicid als Phasenschieber-Material für bestimmte Fotomasken (Phasenmasken) eingesetzt.